# 주류경제학
주류경제학(mainstream Economics)은 전 세계 대학에서 가르치는 지식, 이론, 경제학 모델의 집합체로서 경제학자들이 토론의 기초로 일반적으로 인정하는 것이다. 정통 경제학이라고도 알려진 이 경제학은 소수의 경제학자만이 받아들이는 다양한 학파나 접근법을 포괄하는 비주류 경제학과 대조될 수 있다.
경제학이라는 직업은 전통적으로 신고전파 경제학과 연관되어 왔다. 그러나 이러한 연관성은 데이비드 콜랜더(David Colander)를 비롯한 저명한 경제사학자들의 도전을 받았다. 그들은 게임 이론, 행동 경제학, 산업 조직, 정보 경제학 등과 같은 현재의 경제 주류 이론이 신고전주의 경제학의 초기 공리와 공통점을 거의 공유하지 않는다고 주장한다.